# Astrofyzikální maser
Astrofyzikální maser je přirozeně se vyskytující zdroj emisí stimulovaných spektrálních čar, typicky v mikrovlnné části elektromagnetického spektra. Tyto emise mohou vznikat v molekulárních mračnech, kometách, planetárních a hvězdných atmosférách, nebo za různých jiných podmínek v mezihvězdném prostoru.

## Pozadí

### Diskétní tranzitní energie
Podobně jako v případě laseru je emise z maseru stimulována jednobarevně, mající energii odpovídající rozdílu energie mezi dvěma kvantově-mechanickými energetickými hladinami druhů zesilujícího média, která byla přečerpána do netepelné populace rozdělení. Nicméně, přirozeně se vyskytující masery postrádají rezonanční dutiny vyvinuté pro pozemské masery. Emise z astrofyzikálních maserů obvykle prochází jedním zesilujícím médiem a proto postrádá čistotu a prostorovou koherenci jakou mají laboratorní masery.

### Nomenklatura
Vzhledem k rozdílům mezi umělými a přirozeně se vyskytujícími masery se často uvádí, že astrofyzikální masery nejsou pravé masery, protože jim chybí oscilační dutina. Rozdíl mezi oscilátory na bázi laserů a jednoprůchodovými lasery býval v raných letech technologie úmyslně přehlížen.
Když byly lasery původně vyvinuty ve viditelné části spektra byli nazývány optickými masery. Charles Hard Townes prosazoval, aby m bylo znakem pro molekulu, protože energetické stavy molekul poskytují maserový přechod.  Někteří astrofyzikové užívají termín iraser pro maser emitující na vlnových délkách několika mikrometrů, přestože optikové podobné zdroje nazývají lasery. 

### Astrofyzikální podmínky
Astrofyzikální masery mohou být poměrně slabé a mohou uniknout detekci vzhledem k omezené citlivosti astronomických observatoří a vzhledem k někdy významné spektrální absorpci molekul v okolním prostoru. Tato druhá překážka se dá překonat uvážlivým použitím prostorového filtrování, které se dá dosáhnout pomocí interference.
Hlavní použití studia maserů je. že poskytují cenné informace o podmínkách ve vesmíru jako je teplota, hustota, magnetická pole a rychlosti v zajímavých prostředích, včetně zrození hvězd a jejich smrti a středech galaxií, které obsahují černé díry. Podmínky podílející se na těchto událostech stále potřebují přesnější měření tak, aby bylo možné upřesnit teoretické modely.

## Objev

### Historické pozadí
V roce 1965 byl zaznamenán nečekaný objev, šlo o emisní čáry ve vesmíru neznámého původu o frekvenci 1665 MHz. V té době se mnoho výzkumníků domnívalo, že molekuly se nemohou ve vesmíru volně vyskytovat a proto byla emise nejprve přičítána neznámé formě mezihvězdné hmoty nazývané "Mysterium". Emise byly ale brzy identifikovány jako emisní čáry molekul OH v kompaktních zdrojích v molekulových mračnech. Další objevy následovaly, v roce 1969 emise H2O, v roce 1970 emise CH3OH a v roce 1974 emise SiO, všechny přicházející zevnitř molekulových mračen. Masery byly rovněž objeveny v jiných galaxiích v roce 1973 a v kometárních halech ve sluneční soustavě.
Další nečekaný objev byl učiněn roku 1982 kdy byla pozorována emise z extragalaktického zdroje s vysokou svítivostí asi 106 vyšší než u předchozích zdrojů. Tento jev byl nazván megamaser a od roku 1982 bylo objeveno mnoho dalších podobných megamaserů.

### Detekce
Propojení maserové aktivity s dalekými infračervenými emisemi byla použita k provedení prohlídky oblohy s optickými dalekohledy (optické dalekohledy jsou pro vyhledávání tohoto typu objektů vhodné). Pravděpodobné objekty jsou pak ještě kontrolovány v radiovém spektru. Zvláštní pozornost mají molekulární oblaky, OH-IR hvězdy a aktivní galaxie.

### Známé mezihvězdné druhy
Tyto druhy maserů byly pozorovány u stimulovaných emisí z astronomických prostředí:
- OH
- CH
- H2CO
- H2O
- NH3, 15NH3
- CH3OH
- HNCNH[6]
- SiS
- HC3N
- SiO, 29SiO, 30SiO
- HCN, H13CN
- Vodík (v MWC 349)

## Charakteristiky maserového záření
Zesílení či zisk záření procházejícího maserovým mrakem je exponenciální. To má důsledky pro produkované záření.

### Záření
Malé rozdíly dráhy skrz nepravidelně tvarovaný maserový oblak stanoví značné zkreslení exponenciálního zisku. Část mraku s o něco delší dráhou než zbytek se bude jevit jako mnohem jasnější a tak jsou maserové skvrny obvykle mnohem menší než jejich mateřské mraky.

### Rychlostní variabilita
Zisk z maseru závisí exponenciálně na populační inverzi a rychlosti koherentní délky dráhy, každá variace bude mít za následek exponenciální změnu výstupu maseru.

### Zúžení linek
Exponenciální zisk také zesiluje tvar středu čáry více než její hrany nebo křídla. To má za následek, že vidíme tvar emisní čáry, která je mnohem vyšší, ale nikoli širší. Tím se objeví užší čára vzhledem k neovlivněné čáře.

### Nasycení
Exponenciální růst intenzity záření procházející maserovým mrakem pokračuje tak dlouho, dokud čerpací procesy mohou udržovat opak populace proti rostoucím ztrátám stimulované emise. Po okamžiku inverze nemůže být populace déle udržována a maser se nasytí. V nasyceném maseru závisí zesílení záření lineárně na velikosti populace inverze a délce dráhy. Nasycení jednoho přechodu v maseru může mít vliv na stupeň inverze v jiných přechodech ve stejném maseru, což je jev známý jako konkurenční zisk.

### Vysoký jas
Teplota jasu maseru je teplota jakou by mělo absolutně černé těleso v případě, že by produkovalo stejnou emisní jasnost na stejné vlnové délce jako maser. To znamená, že pokud má předmět teplotu asi 109 Kelvinů, produkoval by tolik záření jako 1665-MHz záření silného mezihvězdného OH maseru. Samozřejmě, při teplotě 109K by se molekuly OH rozdělily (kT je větší než vazebná energie), takže teplota jasu nesvědčí přímo o kinetické teplotě maseru plynu, ale je užitečná při popisu maserové emise. Masery mají vysoké efektivní teploty, často kolem 109K, někdy až 1012K a ojediněle dokonce až 1014K.

### Polarizace
Důležitým aspektem studia maserů je polarizace emisí. Astronomické masery jsou velmi často vysoce polarizovány, někdy dokonce až 100% (některé OH masery). Jejich polarizace bývá obvykle kruhová, méně často lineární. Tato polarizace je dána Zeemanovým jevem, magnetickým ozařováním maserového záření a anizotropním čerpáním, které podporuje některé magnetické přechody.
Nutno poznamenat, že charakteristiky megamaserů jsou často odlišné.

## Prostředí maserů

### Komety
Komety jsou malá tělesa (obvykle 5-15 kilometrů v průměru) složená ze zmrzlých těkavých látek (voda, oxid uhličitý, metan) v silikátovém plnivu. Obíhají Slunce po excentrických drahách a když se blíží slunci, těkavé látky tvoří halo kolem jádra, později kometární ohon. Když se odpařují, mohou tyto molekuly tvořit inverze a poté maser.
Dopad komety Shoemaker-Levy 9 na Jupiter v roce 1994 měl za následek emise maseru v oblasti 22 GHz z molekul vody. Přes zdánlivou vzácnost těchto událostí bylo pozorování intenzivní emise maserů navrženo jako systém detekce extrasolárních planet.
Ultrafialové záření ze Slunce roztrhává některé molekuly vody, které tvoří molekuly OH, které pak mohou vytvářet maser. V roce 1997 při průletu komety Hale-Bopp byla pozorována emise 1667 MHz z molekuly OH.

### Planetární atmosféry
Předpokládá se, že tyto masery existují v atmosférách plynných obřích planet. Tyto masery mohou být vysoce variabilní v důsledku planetární rotace.

### Planetární systémy
V roce 2009 byl ohlášen objev vodního maseru v oblacích vody spojených se Saturnovými měsíci Hyperion, Titan, Enceladus a Atlas. 

### Hvězdné atmosféry
Podmínky v atmosférách pozdního typu hvězd podporují čerpání různých druhů maserů v různých vzdálenostech od hvězdy. Vzhledem k nestabilitě v oblasti hvězdy spalující jaderné palivo, hvězda prožívá období zvýšeného uvolňování energie. Tyto impulzy produkují šokovou vlnu, která nutí atmosféry utíkat pryč. Hydroxylové masery se vyskytují ve vzdálenostech 1000 až 10000 astronomických jednotek, vodní masery 100-400 astronomických jednotek, křemíkouhelnaté masery 5-10 astronomických jednotek daleko. Hydroxylové masery jsou podporovány chemickým čerpáním. Na vnitřní hranici jsou kolize mezi molekulami dostatečné k odstranění populační inverze, na vnější hranici je hustota a optická hloubka dostatečně nízká, takže se zisk maseru snižuje.

### Oblasti vzniku hvězd
Mladé hvězdné objekty a ultrakompaktní H II regiony v molekulových mračnech a obřích molekulových mračnech podporují většinu astrofyzikálních maserů. Různá schémata čerpání, radiační, kolizní a jejich kombinace mají za následek maserové emise mnoha druhů a přechodů. Pro tato prostředí jsou typické vodní a metanolové masery. Poměrně vzácně lze v těchto oblastech nalézt i formaldehydové a amoniakové masery.

### Zbytky supernov
Maserový přechod molekuly OH na 1720 MHz je spojen se supernovami, které interagují s molekulárními mraky.

### Extragalaktické zdroje
Některé masery v regionech, kde se tvoří hvězdy mohou dosáhnout zářivý výkon dostatečný pro detekci z externích galaxií (Magellanovy oblaky). Masery pozorované ve vzdálených galaxiích mají ale obvykle jiný původ. Většina galaxií má centrální černé díry do kterých padá disk molekulárního materiálu. Excitace těchto molekul v disku nebo přímý proud může mít za následek vznik megamaseru s velkým zářivým výkonem. V těchto podmínkách jsou známy hydroxylové, formaldehydové a vodní masery. 

## Probíhající výzkum
Astronomické masery zůstávají zajímavým a aktivním polem výzkumu v radioastronomii a laboratorní astrofyzice. Jedná se o cenné diagnostické nástroje pro astrofyzikální prostředí, pro které bychom jinak potřebovali kvantitativní studie. Výzkum maserů může usnadnit studium podmínek nepřístupných v pozemských laboratořích.

### Variabilita
Variabilitou maseru se obecně rozumí změna zdánlivé jasnosti pro pozorovatele. Variace intenzity mohou nastávat v řádu až roků v závislosti na velikosti maseru a schématu buzení. Nicméně masery se mohou měnit různými způsoby přes různé časové rámce.

### Stanovení vzdálenosti
O maserech v hvězdotvorných oblastech je známo, že se pohybují po obloze spolu s materiálem, který proudí pryč od formujících se hvězd. Emise pozorujeme jako úzké spektrální čáry a proto může být rychlost určena z Dopplerova posunu. To umožňuje trojrozměrné modelování dynamiky prostředí maseru. Touto metodou se podařilo určit dynamiku galaxie Messier 106 z analýzy maseru v disku její černé díry. Vodní masery byly také použity pro určení vzdálenosti a pohybu galaxií v místní skupině, včetně Galaxie v Trojúhelníku.
Interferometrické pozorování zdrojů maserů v pozdních typech hvězd a hvězdotvorných regionech může být použito pro stanovení trigonometrické paralaxy a pro určení jejich vzdálenosti. Tato metoda je přesnější než jiné metody stanovení vzdálenosti a dává nám představu o vzdálenostech uvnitř galaxie.

### Otevřené otázky
Na rozdíl od pozemských laserů a maserů, kde je dobře znám budící mechanismus, není tento mechanismus znám u astrofyzikálních maserů. Astrofyzikální masery byly objeveny empiricky a dále byly studovány jejich vlastnosti s cílem vytvořit věrohodné návrhy ohledně možných režimů buzení. Kvantifikace velikosti, prostorové a časové změny a polarizačního stavu jsou pro toto vytvoření teorie buzení užitečné. Galaktický formaldehydový maser je typickým příkladem, kde stále není mechanismus buzení znám.
Na druhé straně se některé typy maserů v přírodě očekávají z teoretických prací, ale přesto ještě nebyly v přírodě pozorovány. Například se očekává magnetický dipólový přechod molekuly OH v blízkosti 53 MHz, což zatím nebylo pozorováno, možná kvůli nedostatku citlivých přístrojů.